# The Corner (Common)
The Corner è un brano musicale del rapper statunitense Common, estratto come secondo singolo dal suo sesto album, Be. Il brano figura la collaborazione di Kanye West, che è anche produttore, e dei The Last Poets nella parte parlata. Il testo della canzone ha a che fare con angoli delle strade nei quartieri poveri ed il brano contiene un campionamento di You Make the Sun Shine dei The Temprees e di What It Is dei The Temptations. Per via del suo suono energico, molti fan considerano il brano come un ritorno di Common alle atomosfere di Resurrection. Il video musicale prodotto per The Corner è stato diretto da Kanye West.

## Tracce
Lato A
1. The Corner (Radio) - 3:46
2. The Corner (Instrumental) - 3:46
3. The Corner (Radio A Capella) - 3:34

Lato B
1. The Corner (LP) - 3:46
2. The Corner (LP A Capella) - 3:46
3. The Corner (Last Poet Reprise) - 3:46

## Classifiche
| Classifica (2005)                               | Posizione massima |
| ----------------------------------------------- | ----------------- |
| U.S. Billboard Hot R&B/Hip-Hop Singles & Tracks | 42                |